# Cappella del Santo Spirito
La Cappella di Santo Spirito è una delle più antiche chiese di Gorizia. È situata sul colle del castello e con questo costituisce una delle immagini tradizionali della città.

## Storia
I lavori per la costruzione della cappella, che avrebbe offerto un luogo di preghiera agli abitanti del Borgo Castello, vennero avviati nel 1398 sotto ordine dei fratelli Michele e Giovanni de Rabatta, i quali decidono di dedicarla al Santo Spirito. Secondo alcuni, nel luogo di costruzione della chiesa preesisteva una cappella dedicata a San Acazio, mentre secondo altri era presente un capitello con un'immagine sacra. I lavori vennero ultimati il 22 gennaio 1414.
La chiesa, che venne restaurata nel 1889 a cura del Comune, non subì particolari danni nel corso dei bombardamenti della prima guerra mondiale, che invece lesionarono seriamente il vicino castello. Nel 1915-17 venne usata come deposito per munizioni; successivamente il tetto fu distrutto ed i muri bucati per essere usati come feritoie.
Nel 1931 la Regia Sovraintendenza alle Antichità e Belle Arti di Trieste provvede ai restauri della cappella.
Nell'intervallo tra le due guerre la chiesa non venne comunque officiata; il 10 giugno 1946 la nuova campana della chiesa (sostitutiva della precedente perché requisita nella seconda guerra mondiale) venne consacrata dall'Arcivescovo Carlo Margotti e la chiesa viene riaperta al culto.

## Arte

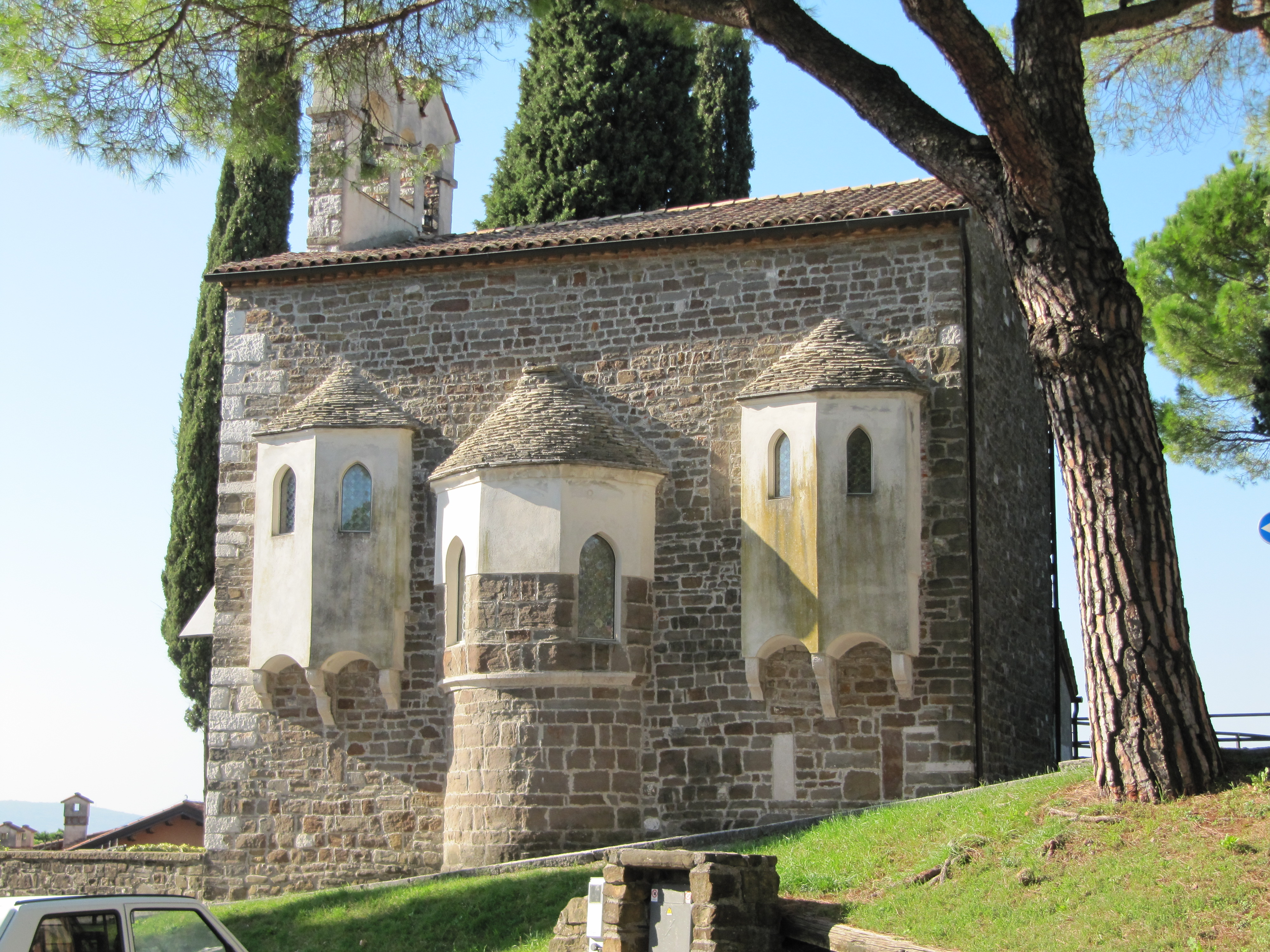
Vista laterale della cappella.

La facciata in pietra è caratterizzata da un piccolo portico a cuspide ed è sormontato da una vela con tre fornici. Un rosone con una cornice di cotto, due monofore gotiche tribolate e un grosso crocifisso in legno del 1500 completano l'allestimento.
La tela dell'Assunzione, sull'altare, risale alla fine del XVI secolo e secondo tradizione viene fatta risalire al Tintoretto o, più probabilmente a suo figlio Domenico Robusti.
La parete sinistra ospita invece una tela del 1689 che ritrae le anime del Purgatorio, mentre la parete destra è impreziosita da una tradizionale Deposizione.
Fino al 1915 era presente anche un altare maggiore cinquecentesco di marmo nero e bianco.
L'interno della chiesa è di 9 metri di lunghezza per 6,5 di larghezza.

## Culto
Nella cappella, spesso utilizzata per cerimonie, viene celebrata la messa nella mattina dei giorni festivi.